# Ferrete

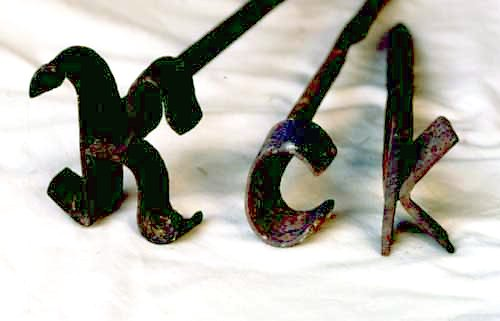
Ferrete na década de 1910.

Ferrete ou ferro em brasas é uma ferramenta usada para marcar gado, madeira, couro. A ferramenta é de metal, normalmente ferro, e é aquecida até que fique vermelha e prensada contra o objeto a gravar. No sentido figurativo ferrete significa também o próprio sinal de ignomínia estigma ou labéu deixado pelo ferro em brasa. Distingue-se a gravação de madeira e pessoas com pirógrafo, agulhas aquecidas para gravações a mão livre.

## História
A história do ferrete é ligada à tradição de marcar gado e escravos com uma marca duradoura do dono. No caso de escravos serviu também como labéu ou estigma para humilhar e fazer sofrer os recém-capturados ou comprados. Ambas as tradições são conhecidos desde os antigos egípcios e romanos. A prática de marcar criminosos com ferrete para estigmatizar e puni-los é também presente em muitas culturas antigas, mas não em todas as épocas. A marcação de gado e escravos teve um auge nas Américas com seu grandes grei de gado, tradição de cowboys, gaúchos e séculos de escravatura.

## Tipos de ferrete
O ferrete tradicional é aquecido no fogo. Ele é comumente de ferro, mas pode ter um cabo de madeira. Além dele existem o ferrete elétrico, o ferrete a gás e o ferrete gelado, que é aplicado à pele raspada, mas quando os pelos renascem, eles são brancos.

## Aplicação de ferretes
- Marcação de gado – Para marcar como propriedade, aplicada hoje em dia em todos os continentes, com destaque nas Américas, Austrália e também na Europa.

- Marcação de escravos – Com a ilegalidade da escravidão em quase todos os países a prática é quase extinta, sobrevive só na ilegalidade ou em lugares bem escondidos como interior de certas regiões o haréns árabes. É praticado, porém, em escravos e escravas no BDSM.

- Marcação de prostitutas – É uma variação da marcação de escravos, já que uma prostituta marcada de ferrete e traficada através de organizações criminosas é tratada e muitas vezes também considerada como uma escrava. Na maioria das vezes, todavia, a marcação em prostitutas é feita por tatuagem. Os lugares preferidos são a cintura, o peito, as nádegas ou escondido na vagina ou entre as nádegas da prostituta. Na história, em épocas quando governos começaram, de repente, a combater a prostituição, havia prática de marcar prostitutas e também às vezes os cafetões, nesse caso também bem visível na testa.

- Marcação de madeira – Logo depois de ter derrubado as árvores, para marcar propriedade.

- Marcação de couro – Com a marca da empresa ou como enfeite.

- Marcação em carne – Assado como steak com o nome do cozinheiro é uma moda recente em restaurantes nobres, imitado por churrasqueiros caseiros em festinhas de família em certos países.

- Marcação de pessoas – Além das práticas já referidas existem grupos que praticam a marcação com ferrete como prova de coragem e identificação com o grupo.